# سیلیگوری
شهر سیلیگوری (به انگلیسی: Shiliguri) با جمعیت ۵۶۷٫۸۰۴ نفر در ایالت بنگال غربی در کشور هند واقع شده‌است.